# Costes de la Font de l'Aumetlla
Les Costes de la Font de l'Aumetlla són unes costes de muntanya del terme municipal de Conca de Dalt, al Pallars Jussà, dins de l'antic terme d'Hortoneda de la Conca i l'mabit del poble d'Hortoneda.
Estan situades al sud-sus-oest d'Hortoneda, a llevant de lo Montiell i del Planell dels Moltons, i a ponent de la Serra de Cantellet.